# Умершие в апреле 2007 года
Это список известных людей, соответствующих установленным критериям значимости (см. Википедия:Критерии значимости персоналий), умерших в апреле 2007 года.
Причина смерти указывается лишь в исключительных случаях (убийство, самоубийство, гибель в результате военных действий, смертная казнь, ДТП или несчастные случаи). В остальных случаях — не указывается.

## Список
- 1 апреля — Ханна Нидал (60) — жена Ламы Оле Нидала, учитель и переводчик линии Карма Кагью Тибетского буддизма.
- 1 апреля — Шейгам, Александр Григорьевич — доктор экономических наук, профессор, Переводчик и автор работ по скандинавским языкам.
- 5 апреля — Борис Дуров (70) — советский режиссёр и сценарист.
- 6 апреля — Луиджи Коменчини (90) — итальянский кинорежиссёр («Невеста Бубе», «Игра в карты по-научному»).
- 7 апреля — Нельсон, Барри — американский актёр.
- 8 апреля — Ле Витт, Сол (78) — американский художник и скульптор-концептуалист.
- 10 апреля — Конарев, Николай Семёнович — доктор технических наук, профессор, академик, вице-президент Академии транспорта Российской Федерации. Министр путей сообщения СССР в 1982-90.
- 11 апреля — Курт Воннегут (84) — американский писатель[1].
- 12 апреля — Борис Белоцерковский (84) — советский и российский учёный и военный.
- 12 апреля — Силин, Олесь Афанасьевич (93) — советский и российский общественный и культурный деятель, Герой Украины (2005).
- 14 апреля — Адамец, Ладислав (80), председатель правительства Чешской Социалистической Республики в 1987-88, председатель правительства ЧССР в 1988-89, председатель Компартии Чехословакии в 1989-90.
- 14 апреля — Владимир Уфлянд (70) — русский поэт, прозаик, художник[2].
- 15 апреля — Дорджи, Лхендуп (69), и.о. председателя Совета Министров Бутана в июле-ноябре 1964.
- 16 апреля — Чо Сын Хи — убийца, устроивший массовый расстрел в Виргинском политехническом институте; самоубийство.
- 16 апреля — Либреску, Ливиу — румынский математик, специалист в области аэродинамики, профессор; убит Чо Сын Хи.
- 16 апреля —  Иван Солнцев (85) — советский хозяйственный, государственный и политический деятель, Герой Социалистического Труда.
- 17 апреля — Солнцев, Роман Харисович (67) — российский писатель, поэт.
- 19 апреля — Жан-Пьер Кассель (74) — французский актёр театра и кино[3].
- 20 апреля — Александр Непомнящий (39) — поэт, бард, рок-музыкант.
- 20 апреля — Козлова, Галина Глебовна — российский филолог-латинист.
- 21 апреля — О’Брайен, Перри — американский легкоатлет (толкание ядра).
- 21 апреля — Давыдов, Юрий Николаевич (77) — советский и российский социолог.
- 22 апреля — Кофлер, Эдуард — известный польский и швейцарский математик, внёсший заметный вклад в теорию игр и нечёткую логику, автор теории линейной частичной информации.
- 23 апреля — Ельцин, Борис Николаевич (76) — Президент России в 1991—1999 гг[4][5].
- 25 апреля — Барбара Блида (57) — польский политик.
- 26 апреля — Кафанов, Александр Иванович — русский биолог, главный научный сотрудник Института биологии моря имени А. В. Жирмунского Дальневосточного отделения РАН, доктор биологических наук, профессор гидробиологии, Заслуженный деятель науки РФ.
- 26 апреля — Уилбер Кристиансен (93), австралийский астроном, пионер австралийской радиоастрономии.
- 26 апреля — Хвак, Син Хён (87), премьер-министр Кореи в 1979-80.
- 27 апреля — Дмитрий Ганин — эстонский антифашист; убит полицией во время демонтажа Бронзового Солдата.
- 27 апреля — Лавров, Кирилл Юрьевич (81) — российский актёр театра и кино, Народный артист СССР[6].
- 27 апреля — Ростропович, Мстислав Леопольдович (80) — выдающийся русский виолончелист, дирижёр, Народный артист СССР[7].
- 27 апреля — Кулиш-Зиньков, Леонид Зиновьевич — украинский поэт, известный своими стихами для детей и юмористической поэзией.
- 28 апреля — Вайцзеккер, Карл Фридрих фон — немецкий физик, философ и политический деятель.
- 29 апреля — Рачан, Ивица (68) — экс-премьер-министр Хорватии.
- 29 апреля — Нерет, Жозеф (83), временный президент Гаити в 1991-92.
- 30 апреля — Маршалэк, Бернард (31) — польский спортсмен.
- 30 апреля — Лемаршаль, Грегори (24) — французский певец; лёгочное осложнение комплексного наследственного заболевания.